# 광주 원효사 동 승탑
광주 원효사 동 부도(光州 元曉寺 東 浮屠)는 광주광역시 북구 금곡동 원효사에 있는 고려시대의 승탑이다. 1986년 11월 1일 광주광역시의 유형문화재 제7호로 지정되었다.

## 개요
부도는 승려의 무덤을 상징하여 그 유골이나 사리를 모시는 곳이다. 이 부도는 원효사 대웅전에서 왼쪽으로 약 150m 떨어진 숲속에 자리하고 있는데, 지대석(地臺石)과 하대석(下臺石)을 1석으로 한 4각방형에 8각연화문(八角蓮華文)의 복련(覆蓮)을 앉히고, 네 모서리에 사자상(獅子像)을 양각으로 새겨 모두 부도 중심부를 향하게 하였다. 이 절에 전하고 있는 몇 안되는 유물 가운데 하나이다.
네모난 바닥돌 위에 3개의 받침돌로 이루어진 기단(基壇)을 마련한 후, 탑신(塔身)을 올려 놓은 모습으로, 바닥돌과 기단의 일부를 제외한 각 부분이 8각을 이루고 있다.
기단은 아래받침돌 윗면에 연꽃조각을 두르고, 옆면의 네 모서리에 숫사자와 암사자를 교대로 배치하였다. 가운데받침돌은 4면에 연꽃을 새기고, 네 모서리마다 사자와 용을 각각 암수로 나누어 조각하였으며, 윗받침돌은 옆면에 연꽃을 돌려 새겼는데 너무 얕아서 형식에 치우친 감이 있다. 탑신의 몸돌은 너비보다 높이가 길며 약한 배흘림을 하고 있다. 지나치게 큰 지붕돌은 가득 새겨진 조각들로 인해 더욱 무거워 보인다. 윗면에는 기왓골과 여덟 모서리선이 뚜렷하고, 밑면에는 2중의 서까래를 조각하여 겹처마를 표현하고 있으며, 여덟 귀퉁이에는 꽃조각 대신 용, 다람쥐, 비둘기, 거북 등의 동물들을 조각하여 장식하였는데 이러한 모습은 고려 후기에 나타나는 특이한 양식이다.
통일신라의 8각양식을 따르면서도, 받침부분 일부에서 4각을 보이고 있고, 지붕돌의 동물조각 등이 전형에서 벗어나 있어 고려 후기의 작품으로 추측된다.

## 현지 안내문
부도는 스님이 돌아가신 뒤에 사리나 뼈를 보관하기 위하여 만든 일종의 무덤으로 우리나라에서는 대부분 돌로 만들었다. 처음에는 팔각형의 집 모양으로 만들었지만 조선시대에는 종 모양으로 만든 것이 많다.
이 부도는 팔각형의 집 모양이지만 맨 아래 돌은 사각형으로 하였다. 연꽃을 팔각형으로 새기고 네 곳에 사자와 비슷한 짐승을 조각하여 사각형 모양이 위의 팔각형과 조화를 이루도록 하였다. 지붕은 기와집 지붕과 같이 서까래와 기와를 자세히 표현하였고 모서리 위에는 용, 다람쥐, 비둘기, 거북 등을 조각하였다. 전체적인 모양이나 장식이 해남 대둔사 서산대사 부도와 비슷하여 조선시대에 만들었을 것으로 짐작되나 어느 스님의 부도인지는 알 수 없다.

## 같이 보기
- 원효사

## 참고 자료
- 원효사동부도 - 국가유산청 국가유산포털